# Cristina (canción)
«Cristina» es una canción del cantante colombiano Sebastián Yatra del álbum Fantasía (2019), que se lanzo como el cuarto sencillo del álbum por su discográfica Universal Music Latin. Se reestrenó por Universal Music Latin Entertainment el 26 de marzo de 2020.

## Antecedentes
La canción es uno de los temas más emblemáticos de la discografía del álbum porque surge con una balada pop, cuya inspiración ha sido relacionada con 3 artistas como musas de dicha canción.

## Vídeo musical
El video musical fue grabado en la ciudad de Valparaíso en Chile, luego se estrenó junto con la canción el 21 de marzo de 2019. Fue dirigido por Carlos Pérez e tuvo de invitada a la artista argentina Tini, en el clip se aprecia que los dos están disfrutando de una salida juntos por una ciudad y tomandosé muchas fotos y dándose de besos.

## Lista de canciones

### Descarga digital[9]
| Cristina — Single |            |          |  |
| N.º               | Título     | Duración |  |
| 1.                | «Cristina» | 3:21     |  |

## Posicionamiento en listas
| Listas (2020)                      | Mejor posición |
| ---------------------------------- | -------------- |
| Argentina (Argentina Hot 100)      | 14             |
| Estados Unidos (Latin Pop Airplay) | 30             |

## Certificaciones
| País (organismo certificador) | Certificación   | Unidades certificadas |
| ----------------------------- | --------------- | --------------------- |
| Estados Unidos (RIAA)         | Platino (Latin) | 36 000                |